# الضباعية
الضباعية ، منطقة من مناطق محافظة الأحمدي في الكويت ،  سميت نسبةً إلى فرع من قبيلة شيبان من بكر بن وائل وهي ضبيعة بن ثعلبة حيث كانت تسكن جزءًا من الساحل. فيها منتزه الضباعية للشاليهات الخاصة.